# Heinrich I. von Hartenstein
Heinrich I. von Hartenstein (* vor 1381; † 1423) war Burggraf von Meißen und Sohn des Burggrafen Meinher V. aus dem Geschlecht der Meinheringer.

## Leben
Heinrich I. wurde zuerst 1381 urkundlich erwähnt, folgte 1388 seinem Vater in der Burggrafschaft gemeinschaftlich zunächst mit seinem Onkel Meinher VII., dann, ab 1398 mit seinem Vetter Meinher VI. und erst nach dessen Tod als alleiniger Besitzer.

## Nachkommen
Heinrich I. war verheiratet mit Katharina (von Gleichen?). Die Herkunft seiner Gemahlin ist nicht belegt, ihre Kinder waren:
- Constantia († nach 1423) ⚭ (1408) Heinrich IV. von Waldenburg († nach 1435)
- Heinrich II. (†† ⚔ 15. Juni 1426 in der Schlacht bei Aussig gegen die Hussiten)
- Katharina (* vor 1435; † nach 1449)
- Sophie († nach 3. Juni 1435) ⚭ Friedrich XII. von Schönburg-Glauchau (⚔ 16. Juni 1426 bei Aussig)